# Aéroport Cacique Aramare
L’aéroport Cacique Aramare (anglais : Aeropuerto Cacique Aramare) (code IATA : PYH • code OACI : SVPA), est un aérodrome desservant Puerto Ayacucho, capitale de l'état d'Amazonas au centre Sud du Venezuela.

## Situation
| Barcelona Barquisimeto Caracas Ciudad · Bolívar Ciudad Guayana Mérida Coro Cumaná El Vigía Maracaibo Porlamar Puerto · Ayacucho Punto Fijo San Fernando de Apure San Tomé Valencia Los Roques La Fría Maturín Canaima |

## Compagnie aérienne et destination
| Compagnies | Destinations      |
| ---------- | ----------------- |
| Conviasa   | Caracas-Maiquetía |

Edité le 6/12/2023